# Hans Sellenati

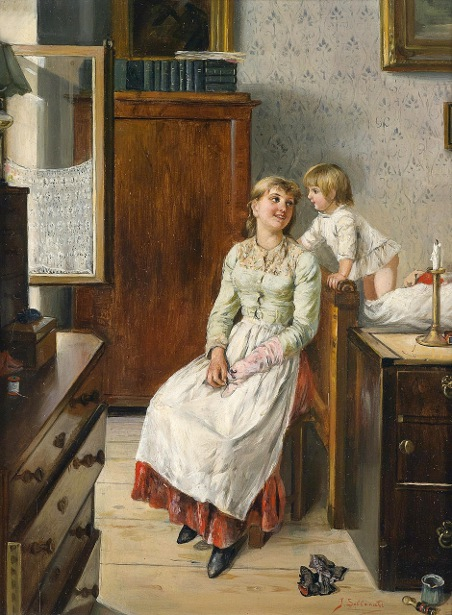
Erwacht

Hans Sellenati (auch Johann Baptist, * 6. September 1861 in Villach; † 21. Dezember 1935 in Mauthen) war ein österreichischer Genre- und Landschaftsmaler, sowie Herausgeber einer Lokalzeitschrift und Pionier des Skisports. 
Hans Sellenati war als Sohn des Handlungsreisenden und späteren Farbenfabriksleiters Johann und der Malerin Mathilde Sellenati geboren. Seine Eltern wurden 1873 geschieden, Hans blieb bei seiner Mutter.
Er besuchte die Unterrealschule in Villach und erhielt den Zeichenunterricht bei seiner Mutter. 1876 zog er mit seiner Mutter und zwei Geschwistern nach Wien. Am 6. November 1880 begann er sein Studium in der Antikenklasse der Königlichen Akademie der  Künste in München. Aus finanziellen Gründen musste er das Studium vorzeitig abbrechen. Seit 1896 war er in Villach als Porträtmaler tätig. 1905 übersiedelte er zu seiner Mutter nach Mauthen, wo er privaten Zeichenunterricht erteilte.
Hans Sellenati malte Landschaften, Genrebilder und Porträts. 1929 schuf er neun Bürgermeisterporträts, die sich im Besitz der Marktgemeinde Kötschach-Mauthen befinden.
Sellenati engagierte sich in der Förderung des Tourismus und des Skisports in Kötschach-Mauthen. Als begeisterter Wintersportler wurde er am 14. Dezember 1919 Gründungsobmann der „Sektion Obergailtal des Verbandes der Skiläufer Kärntens“.
Er gestaltete für die Mauthner Sommergäste „Bunte Abende“. Er gab das „Mauthner Local Witzblatt – Die Schreibe“ heraus. Er schrieb auch Gedichte.